# Bom Partido
O Bom Partido é um grupo de samba da Grande Florianópolis. Foi fundado em 1997 no loteamento Dona Adélia, em Barreiros, São José. Atualmente é o representante mais antigo entre os grupos de samba raiz locais.
O Bom Partido dedica-se à pesquisa "Meio Século de Samba-Enredo na Ilha" que consiste em levantar os escassos dados disponíveis sobre os últimos 50 anos do samba em Florianópolis. Usam como fonte a memória viva dos velhos bambas, muitos ainda ativos na difusão da música local. Em sua trajetória, o grupo acompanhou sambistas consagrados, entre eles Dona Ivone Lara, Bezerra da Silva, Xangô da Mangueira, Noite Ilustrada, Wilson Moreira, Nei Lopes, Guilherme Britos, Jair do Cavaquinho e Arguemiro da Portela.
Em 2002 gravou o CD "O Samba na Ilha", que traz composições próprias e de outros autores catarinenses. Entre estes compositores estão: Zininho, Celinho da Copa Lord, o saudoso Mickey e Zé Delírio.
Em 2006 comandou o projeto "O Samba Pede Passagem", que apresentou na sede da Fundação Municipal de Cultura e Turismo de São José.
Participou também do Festival de Música de Itajaí em 2006 e 2007, abrindo show para o Demônios da Garoa.
À convite da Velha Guarda da Portela, participou em 2007 do Encontro Nacional das Velhas Guardas do Brasil no Rio de Janeiro, que aconteceu na quadra da Vila Isabel.
Atualmente o Bom Partido traz em seu repertório os grandes mestres do samba, como Noel Rosa, Cartola, Pixinguinha e Silas de Oliveira. Também interpreta compositores locais, como Celinho da Copa Lord, Avevu, Nelson Wagner e Edson Camargo.

## Discografia
- O Samba na Ilha (2002)